# Wadi Abu Dom
Le Wadi Abu Dom est un oued au Soudan.

## Cours
Il prend sa source au centre du désert de Bayouda, coule vers l'ouest et se jette dans le Nil au niveau de l'ancienne ville de Sanam, maintenant partie intégrante de Merowe. Le Wadi Abu Dom ne coule que très irrégulièrement.

## Végétation
À l'amont, la majeure partie de l'oued traverse un paysage désertique, où seul le lit de l'oued dispose d'une végétation d'acacias (Vachellia tortilis) et de tundub (Capparis decidua). Des groupes nomades y font pâturer leurs troupeaux de chameaux et de chèvres. Le cours inférieur de l'oued, en revanche, est parsemé de petites oasis alimentées par des puits, grâce auxquels des agriculteurs, majoritairement sédentaires, vivent de la culture de légumes et de dattes. Le palmier doum, que l'on rencontre dans cette partie de la vallée a donné son nom à l'oued.

## Archéologie
Le cours du Wadi Abu Dom est riche en sites archéologiques, le principal étant le monastère de Ghazali situé dans la partie aval de la vallée. 
Les fouilles archéologiques initiées par l'université libre de Berlin en 2009 furent reprises dans le cadre du projet Wadi Abu Dom Itinerary  de l'Université de Münster de 2009 à 2016, ces recherches ont révélé des traces de présence humaine s'étageant du paléolithique jusqu'au Moyen Âge :
- deux sites très riches en artefacts témoignent de l'existence d'ateliers de taille de pierre durant le paléolithique. Une hache en pierre polie, des outils lithiques et quelques débris de poteries révèlent des passages humains au néolithique ;
- des tumuli datés de l'époque du royaume de Kerma (2500-1500 av. J.-C.) ont été découverts le long des rives de l'oued ;
- d'autres tumuli, plus récents, ont été attribués à des populations post-méroitiques (350-550 ap. J.-C.) ;
- les sites les plus importants sont néanmoins rattachés à la période médiévale, tels le monastère de Ghazali, des cimetières à tombes rectangulaires caractéristiques de la religion chrétienne, des lieux de campements, des abris, ...

D'importants vestiges de constructions ont également été découverts et fouillés mais la rareté des artefacts n'a pas permis de les dater précisément. Il s'agit des sites de l'oasis d'El Rum (Umm Ruweim, Quweib,  Umm Khafour) et d'El Tuweina.
Les recherches archéologiques se poursuivent à partir de 2017 dans le cadre du projet Wadi Abu Dom Investigation de l'Université de Münster, elles se concentrent sur les principaux sites découverts durant le précédent projet (oasis d'El Rum à partir de 2020) et El Tuweina de 2017 à 2019.

Le site d'Umm Ruweim

Umm Ruweim est situé à quelques km à l'est du monastère de Ghazali, sur la rive droite de l'oued. Il est constitué d'un complexe ruiné entouré d'une double enceinte rectangulaire, l'enceinte extérieure d'environ 65 x 75 m, l'enceinte intérieure d'environ 37 x 50 m. L'ensemble est orienté sud-ouest - nord-est dans sa plus grande longueur. L'enceinte extérieure comporte 4 entrées en L dont 3 sont murées, seule l'entrée sud-est est ouverte. Chacune des deux enceintes est longée intérieurement de pièces étroites (2,2 m de large mais de grande longueur), certaines étaient éclairées ou ventilées par de petites fenêtres. Les pièces longeant l'enceinte intérieur ont été comblées à une certaine époque pour construire une terrasse. Les quatre coins intérieurs de la plus grande enceinte sont occupés par des escaliers, la configuration est identique pour l'enceinte intérieure mais uniquement pour trois coins.
Au centre du complexe, un bâtiment de 14 m x 14 m comporte plusieurs pièces et un escalier. Une plate-forme surélevée occupe la pièce centrale, il pourrait éventuellement s'agir d'un trône ou d'un autel, les archéologues ne peuvent se prononcer sur sa signification.
Les analyses au Carbone 14 de charbons découverts sur le site indiquent une date comprise entre 240 et 330 ap. J.-C. correspondant à la fin de l'époque méroitique.
Quweib situé sur la même rive que Umm Ruweim mais à 6 km plus à l'est comporte également une vaste enceinte rectangulaire de 50 m x 80 m orientée sud-ouest - nord-est dans sa plus grande longueur. L'enceinte est longée intérieurement de 16 pièces s'ouvrant chacune par une porte vers l’espace central. On ne pénètre dans l'enceinte que par une seule entrée située à l'est. Une petite plate-forme dont l'utilité n'a pas été déterminée s'appuie sur le mur intérieur ouest de l'enceinte.
Umm Khafour est situé sur la rive gauche de l'oued (au sud). Il s'agit d'une enceinte carrée avec deux entrées à l'est et à l'ouest.
Beaucoup plus à l'est, l'équipe d'archéologues de l'université de Münster a découvert le site d'El Tuweina en 2012 à proximité d'un puits éponyme. Il comprend trois ensembles, une enceinte rectangulaire encadrant une cour ouverte, et deux autres constructions avec des pièces allongées et étroites dépourvues d'entrées. L'environnement est aride et la situation de ces constructions évoque plutôt une utilisation par des éleveurs nomades. La datation au carbone 14 d'une période méroitique tardive (230 ap. J.-C.).